# لورانس بلوم
لورانس بلوم (بالإنجليزية: Lawrence Blume)‏ هو مخرج أمريكي، ولد في 1963 في بلينفيلد في الولايات المتحدة.

## وصلات خارجية
- لورانس بلوم على موقع IMDb (الإنجليزية)
- لورانس بلوم على موقع قاعدة بيانات الفيلم (الإنجليزية)